# Estació de Cervera
Cervera és una estació de ferrocarril propietat d'Adif situada a l'oest de la població de Cervera a la comarca de la Segarra. L'estació es troba a la línia Barcelona-Manresa-Lleida i hi tenen parada trens de la línia RL3 de Rodalies de Lleida i de línia R12 dels serveis regionals de Rodalies de Catalunya, operats per Renfe Operadora.
Aquesta estació de la línia de Manresa a Saragossa va entrar en funcionament l'any 1860 quan va entrar en servei el tram construït per la Companyia del Ferrocarril de Saragossa a Barcelona entre Manresa (1859) i Lleida.
L'estació disposa de la via general (via 1) i dues desviades (vies 2 i 3) amb dues andanes laterals a les vies 1 i 2, comunicades mitjançant un pas a nivell. L'edifici de viatgers se situa a l'esquerra de les vies (mirant sentit Lleida) i és de dues plantes, amb la planta baixa oberta al públic on hi ha entre altres dependències la venda de bitllets i despatx del cap d'estació. Completen les instal·lacions de Cervera un nou pas subterrani que comunica la població i l'estació d'autobusos, que està situada a l'altre costat de les vies.
A més a més, compta amb un sistema d'informació a l'usuari mitjançant una pantalla dins l'edifici que mostra les pròximes circulacions per l'estació i un sistema de megafonia que anuncia també les pròximes aturades i els retards que aquests puguin tenir.
L'any 2021 va registrar l'entrada de 18.000 passatgers.

## Serveis ferroviaris
| Rodalia de Lleida      |         |       |                        |                           |
| Procedència/Destinació | <       | Línia | >                      | Procedència/Destinació    |
| Lleida Pirineus        | Tàrrega |       | terminal               | terminal                  |
| Lleida Pirineus        | Tàrrega |       | Sant Guim de Freixenet | Terrassa Estació del Nord |

Aquesta estació és capçalera de mitja dotzena de trens diaris que tenen com a origen o destinació l'estació de Lleida Pirineus.